# Dicranomyia (Dicranomyia) albistigma
Dicranomyia (Dicranomyia) albistigma is een tweevleugelige uit de familie steltmuggen (Limoniidae). De soort komt voor in het Australaziatisch gebied.